# Prolinognathus faini
Prolinognathus faini är en insektsart som beskrevs av Pierre L. G. Benoit 1961. Prolinognathus faini ingår i släktet Prolinognathus och familjen nötlöss. Inga underarter finns listade i Catalogue of Life.